# Cephalochordata
Sous-embranchement
Classes de rang inférieur
- classe Leptocardii (WoRMS)
- ou ordre Amphioxiformes (ITIS)

Position phylogénétique
- Bilatériens
  - Orthonectides
  - Acœles
  - Némertodermatides
  - Deutérostomiens
    - Chordata
      - Céphalochordés
      - Olfactores
        - Tuniciers
        - Crâniés
          - Myxines
          - Vertébrés

    - Xénambulacraires
      - Xénoturbellides
      - Ambulacraires
        - Hémichordés
        - Échinodermes

  - Protostomiens
    - Chétognathes ?
    - Lophotrochozoaires
    - Ecdysozoaires

Les Céphalocordés (Cephalochordata), ou Acrâniens, sont un sous-embranchement d'animaux marins, d'organisation relativement rudimentaire, représentant les chordés les plus basaux. Ils comptent environ 25 espèces actuelles, qui vivent à faible profondeur. Ils constituent le groupe frère des Olfactoriens.

## Caractères

### Caractères généraux issus des Chordés
Leur corps est long et comprimé latéralement. Ils possèdent les cinq caractéristiques définissant les Chordés :
- Présence d'une notochorde (structure mésodermique dorsale cylindrique allongée qui joue un rôle de soutien).
- Tube nerveux dorsal, par rapport à l'intestin et à la chorde en forme de tube (Épineuriens).
- Fentes pharyngiennes (Pharyngotrèmes).
- Endostyle (repli qui recouvre la face ventrale du pharynx et qui achemine les particules alimentaires au tube digestif en sécrétant un mucus).
- Queue post-anale.

### Caractères propres

#### Plésiomorphies
- Absence de tête différenciée (définition des Acrâniens).
- Chorde présente sur toute la longueur de l’animal (définition des Céphalochordés), assurant la rigidité (soutien) de l'axe longitudinal.

#### Synapomorphies
- Muscles longitudinaux disposés en chevrons (les myomères), séparés par du tissu conjonctif (les myosèptes). Les muscles représentent près de la moitié du volume de l'animal. La contraction alternée des myomères de chaque côté de l'animal provoque des ondulations qui lui permettent de nager ou de s'enfouir dans les sédiments.
- Fentes pharyngiennes ciliées : création d’un courant d'eau pénétrant par la bouche puis rejeté par l’atriopore. Les particules filtrées se collent au mucus des fentes pharyngiennes et sont acheminées vers le tube digestif.

Le sous-embranchement des Céphalochordés est caractérisé par le prolongement antérieur de la notochorde, sans développement d'un cerveau, et par des capacités sensorielles dans l'ensemble peu développées par rapport aux autres Chordés.

## Phylogénie interne
Selon ITIS (6 février 2021) :
- ordre Amphioxiformes
  - famille Branchiostomatidae
    - genre Branchiostoma Costa, 1834
    - genre Epigonichthys Peters, 1876

Selon World Register of Marine Species (6 février 2021) :
- classe Leptocardii
  - famille Branchiostomatidae Bonaparte, 1846
    - genre Asymmetron Andrews, 1893
    - genre Branchiostoma Costa, 1834
    - genre Epigonichthys Peters, 1876

Selon d'autres :
- ordre Amphioxiformes
  - famille Asymmetronidae
    - genre Epigonichthys Peters, 1876 synonymes Asymmetron Andrews, 1893, Heteropleuron Kirkaldy, 1894 & Amphioxides Gill, 1895

  - famille Branchiostomatidae Bonaparte, 1841
    - genre Branchiostoma Costa, 1834

Deux genres de Céphalochordés vivants ont été décrits : les genres Branchiostoma et Asymmetron, représentant au total 25 espèces. Le Céphalochordé le plus répandu est Branchiostoma lanceolatum (l'amphioxus), qui mesure quelques centimètres de longueur et vit dans les zones sableuses sous-marines.

### Espèces fossiles
Le plus ancien Céphalochordé connu date du Cambrien inférieur.
- † Palaeobranchiostoma hamatotergum Oelofsen & Loock, 1981, fossile du Permien, est un Amphioxiformes.

## Biologie
Longs de 6 à 8 cm, vivant dans les fonds marins à des profondeurs comprises entre 1 et 25 mètres, les Céphalochordés se nourrissent de particules organiques présentes dans les sédiments qu'ils filtrent entre la bouche et les fentes branchiales.
Les Céphalochordés sont microphages. L'eau pénètre dans la cavité buccale puis dans la cavité pharyngienne, et traverse les 90 fentes pharyngiennes. Les particules en suspension sont alors récupérées par un mucus produit par l'endostyle, un tissu constitué de cellules glandulaires et de cellules ciliaires (et qui est capable de métaboliser l'iode : c'est probablement l'homologue de la glande thyroïde des vertébrés). Les fentes branchiales sont soutenues par des arcs branchiaux. Le sang y circule dans des arcs aortiques où se produit ainsi l'hématose.

1. Renflement du tube nerveux (on ne peut pas parler de véritable encéphale)
2. Notochorde
3. Tube nerveux (dorsal)
4. Nageoire caudale (ou queue post-anale)
5. Anus
6. Tube digestif
7. Système circulatoire
8. Pore atrial
9. Cavité péripharyngienne
10. Fentes pharyngiennes
11. Pharynx
12. Organe rotateur (vélum non représenté)
13. Cirres (rôle sensoriel)
14. Cavité buccale
15. Gonades (l'Amphioxus est gonochorique, donc on a ici soit une paire d'ovaires, soit de testicules)
16. Photorécepteurs
17. Nerf
18. Repli tégumentaire formant une 'nageoire' continue
19. Cæcum hépatique

| 1. Renflement du tube nerveux (on ne peut pas parler de véritable encéphale) 2. Notochorde 3. Tube nerveux (dorsal) 4. Nageoire caudale (ou queue post-anale) 5. Anus 6. Tube digestif 7. Système circulatoire 8. Pore atrial 9. Cavité péripharyngienne 10. Fentes pharyngiennes | 11. Pharynx 12. Organe rotateur (vélum non représenté) 13. Cirres (rôle sensoriel) 14. Cavité buccale 15. Gonades (l'Amphioxus est gonochorique, donc on a ici soit une paire d'ovaires, soit de testicules) 16. Photorécepteurs 17. Nerf 18. Repli tégumentaire formant une 'nageoire' continue 19. Cæcum hépatique |

## Intérêt d'étude
Les Céphalochordés sont étudiés en biologie animale car leur absence de pigmentation permet d'observer par transparence tous les organes internes sans avoir à les disséquer. L'amphioxus est devenu un modèle d'étude en biologie évolutive du développement pour comprendre les mécanismes d'évolution ayant agi dans l'apparition des vertébrés.